# La Véritable Histoire du dernier roi socialiste
La Véritable Histoire du dernier roi socialiste est un roman uchronique de l'écrivain britannique Roy Lewis. La première publication en anglais a eu lieu en 1990 sous le titre The Extraordinary Reign of King Ludd (en français : le règne extraordinaire du roi Ludd).
Le titre original fait référence à Ned Ludd, personnage historique ou mythique ayant détruit une machine, à l'origine du Luddisme.

## Synopsis
Le jeune George Akbar Ier devient roi d'Angleterre et empereur des Indes en 1929. L'Angleterre est dominée par un socialisme qui limite le progrès technique ; ce progrès est perçu comme trop dangereux pour les masses laborieuses s'il n'est pas contrôlé. L'Impatco isole donc toutes les inventions dans ses camps retranchés et ne les rend accessibles au public que lorsque l'on est sûr qu'elles ne créeront ni chômage, ni surpopulation. 
Le roi, qui est le narrateur du récit, n'a aucun pouvoir, aucune liberté et sert juste à assurer les apparences de la tranquillité monarchique et de la paix universelle avec les autres monarchies socialistes européennes. Mais, plusieurs moments de sa vie vont en faire un membre de l'Impatco.

## Point de divergence
Le point de divergence de cette uchronie en comparaison avec l'histoire réelle est placé par Lewis en 1848. Il imagine le XXe siècle dans le cas où les révolutions de 1848 avaient réussi et si, à partir du premier ministre Disraeli en Angleterre, les monarchies avaient été sauvées par des socialistes luddites.